# Glenn Beckert
Glenn Alfred Beckert (ur. 12 października 1940, zm. 12 kwietnia 2020) – amerykański baseballista, który występował na pozycji drugobazowego.

## Kariera sportowa
Przed rozpoczęciem sezonu 1962 podpisał kontrakt jako wolny agent z Boston Red Sox, ale grał tylko w klubie farmerskim tego zespołu, w Waterloo Hawks. W listopadzie 1962 został wybrany w przeprowadzonym po raz pierwszy drafcie, do którego przystąpili zawodnicy niższych lig, przez Chicago Cubs. W Major League Baseball zadebiutował 12 kwietnia 1965 w meczu przeciwko St. Louis Cardinals, zaliczając uderzenie. 
Podczas dziewięciu sezonów gry w Chicago cztery razy wystąpił w Meczu Gwiazd i raz zdobył Złotą Rękawicę. Grał jeszcze w San Diego Padres.
| Nagroda/wyróżnienie | Lata                   | Źródło |
| 4× All-Star         | 1969, 1970, 1971, 1972 | [ 2 ]  |
| Gold Glove Award    | 1968                   | [ 2 ]  |